# Wilhelm Ludwig von Maskowsky

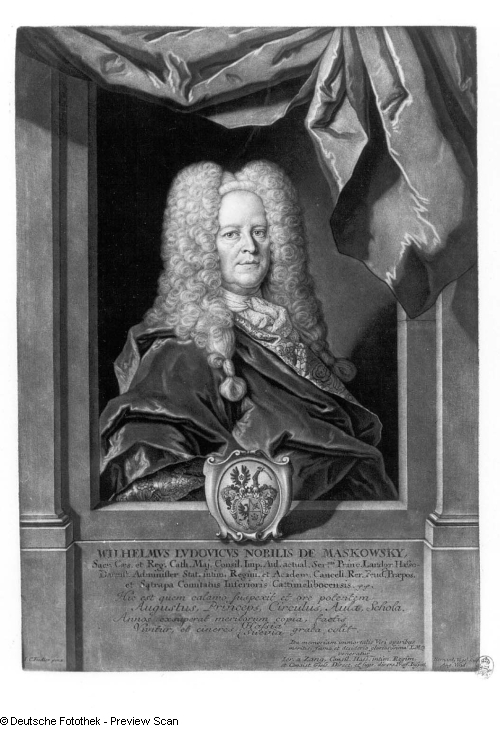
Wilhelm Ludwig von Maskowsky, malował Johann Christian Fiedler

Wilhelm Ludwig von Maskowsky (ur. 1675, zm. 1731) - heski polityk i wysoki urzędnik państwowy, a także uczony jurysta.
Studiował w Halle i Tybindze. 
W Halle jego nauczycielem był Christian Thomasius, pod którego kierunkiem Maskowsky napisał: Theses ex institutionibus (1694).
W Tybindze jego nauczycielem był Christoph Harpprecht, pod którego kierunkiem napisał: De pignore in pactis dotalibus consitutuo (1696).
Gdy już był sławnym prawnikiem zatrudnił go Ernest Ludwik, landgraf Hesji-Darmstadt i mianował kanclerzem swojego państwa. Nie była to najłatwiejsza praca, ponieważ landgraf miał szeroko zakrojone plany budowlane, co wiązało się z kosztami. Maskowsky musiał wielokrotnie hamować finansowe zapędy władcy.

## Literatura
- Darmstadt inder Zeit de Barock und Rokoko, Magistrat der Stadt Darmstadt, 1980, s. 35-36.
- Manfred Knodt, Regenten von Hessen-Darmstadt, Darmstadt 1989.
- Piotr Napierała, Hesja-Darmstadt w XVIII stuleciu. Wielcy władcy małego państwa, Wydawnictwo Naukowe UAM, Poznań 2009. ISBN 978-83-232-2007-7